# Perissocytheridea costata
Perissocytheridea costata is een mosselkreeftjessoort uit de familie van de Cytherideidae. De wetenschappelijke naam van de soort is voor het eerst geldig gepubliceerd in 1957 door Hartmann.